# Lagos (Stammvater der Ptolemäer)
Lagos (altgriechisch Λαγός Lagós; * 4. Jahrhundert v. Chr.) war der Stammvater des makedonischen Königshauses von Ägypten, der Ptolemäer. Nach ihm wird diese Familie häufig auch „Lagiden“ genannt.
Lagos war verheiratet mit Arsinoë, die vermutlich mit dem makedonischen Königshaus der Argeaden verwandt war. Ihre gemeinsamen Kinder waren Ptolemaios I. und Menelaos. Spätere Berichte, wonach Arsinoë eine Konkubine des makedonischen Königs Philipp II. war und von diesem bereits schwanger mit Lagos verheiratet wurde, entstanden vor dem Hintergrund des von den Ptolemäern in Ägypten betriebenen Alexanderkultes, mit dem sie ihre eigene Dynastie aufs engste verbanden. 
Auf diese Legende bezog sich vermutlich auch der Dichter Theokritos, als er in seinem „Lobgedicht auf Ptolemaios“ eine Abstammung der Ptolemäer von Herakles verlautbarte, von dem sich auch die Argeaden herleiteten. Der Historiker Arrian hingegen, der als Quelle unter anderem die Alexanderbiographie des ägyptischen Königs Ptolemaios I. (FrGrHist 138) nutzte, nannte diesen in seinen Werken mehrfach als einen Sohn des Lagos.
Die gelegentlich geäußerte Behauptung, dass Lagos auch mit Antigone, der Nichte des Antipatros, verheiratet und damit der Vater der Berenike gewesen sei, basiert auf einer Fehlübersetzung des Gedichts von Theokritos.